# Walterboro
Walterboro is een plaats (city) in de Amerikaanse staat South Carolina, en valt bestuurlijk gezien onder Colleton County.

## Demografie
Bij de volkstelling in 2000 werd het aantal inwoners vastgesteld op 5153.
In 2006 is het aantal inwoners door het United States Census Bureau geschat op 5545, een stijging van 392 (7,6%).

## Geografie
Volgens het United States Census Bureau beslaat de plaats een oppervlakte van
12,9 km², geheel bestaande uit land. Walterboro ligt op ongeveer 22 m boven zeeniveau.

## Plaatsen in de nabije omgeving
De onderstaande figuur toont nabijgelegen plaatsen in een straal van 36 km rond Walterboro.